# 5871 Bobbell
5871 Bobbell (1989 CE2) là một tiểu hành tinh vành đai chính bên trong được phát hiện ngày 11 tháng 2 năm 1989, bởi E. F. Helin ở Palomar.